# Секретариат на националната хазна
Секретариатът на националната хазна (Secretaria do Tesouro Nacional – STN), наричан накратко само Националната хазна (Tesouro Nacional), е специализиран орган на Министерството на финансите на Бразилия, който отговаря за администрирането на финансовите ресурси на федералното правителство, както и за управлението и финансирането на държавния дълг на Бразилия. Сред основните задачи на секретариата е да финансира държавния дефицит чрез емитиране на дългови държавни ценни книжа.
Секретариатът на националната хазна е създаден със закон 92 452 от 10 март 1986 г., който слива бишата Комисия за финансово програмиране и Секретариата за вътрешен конрол на Министерството на финансите в нов централен орган на Националната финансова система и на Федералната отчетна система.